# Conway MacMillan
Conway MacMillan ( 1867- 1929 ) fue un botánico y micólogo estadounidense.
Realizó extensas expediciones por el Estado de Minnesota en busca de especímenes de la flora, y llegó en la carrera científica estatal a "Botánico del Estado".

## Algunas publicaciones
- 1890. Notes on some phanerogams of central Minnesota.
- 1891. Interesting Anatomical and Physiological Researches. Botanical Gazette, Vol. 16, N.º 11, pp. 305-311
- 1891. On the growth-periodicity of the potato tuber. Ed. Ferris Bros.
- 1893. On Methods of Defending the Existence of a Sham Biology in America. Science 26;21 (538):289-291
- 1893. Geological and Natural History Survey of Minnesota. The American Naturalist, Vol. 27, N.º 316, pp. 365-366
- 1895. The influence of spray & rain on the forms of leaves. Science 11;2 (41):481-482
- 1897. Notes for teachers on the geographical distribution of plants. 6 pp.
- 1901. Some considerations on the nature, organization and work of the modern botanical institute. Ed. The Pioneer Press. 27 pp.

### Libros
- 1888. Twenty-two common insects of Nebraska. Bulletin of the Agricultural Experiment Station of Nebraska. Ed. Univ. Nebraska. 101 pp.
- 1899. Minnesota plant life. Geological and natural history survey. Report of the survey. Botanical series. xxv, 566 pp. ilus. 4 planchas
- 1890. Some considerations on the alternation of generations in plants: Delivered before the Botanical seminar of the University of Nebraska, 1896. Ed. The Seminar. 41 pp.
- 1892. The Metaspermae of the Minnesota Valley. A List of the higher seed-producing plants indigenous to the drainage-basin of the Minnesota River. 826 pp. Reimprimió Kessinger Publ. LLC, 2010. 220 pp. ISBN 1120962439
- 1894. Minnesota Botanical Studies. Ed. Minneapolis: Harrison & Smith, State Printers. Vols. 1, 2, 3. 1.081 pp.
- 1898. The orientation of the plant egg and its ecological significance. Ed. University of Chicago Press. 23 pp.
- 1901. Some considerations on the nature, organization and work of the modern botanical institute. Ed. The Pioneer Press. 27 pp.

- La abreviatura «MacMill.» se emplea para indicar a Conway MacMillan como autoridad en la descripción y clasificación científica de los vegetales.[1]